# Snobb
En snobb är en person med en världsbild som baseras på att andra människor av olika skäl är av naturen underlägsna, till exempel på grund av intellekt, förmögenhet, utbildning eller släktskap. En snobb imiterar de vanor, attityder och livsstilar som kännetecknar den (högre) socialgrupp han eller hon antingen tillhör eller vill tillhöra.  

## Historik
Ursprunget av ordet snobb är omtvistat. Ordet kan tänkas ha bildats från förkortningen av "sine nobilitate" på latin eller "sans nobilitate" på franska, som betyder "utan nobilitet", det vill säga icke adlig. Det skall ha skrivits "s.nob." i engelska privatskolors dokument, för att framhålla att personen inte tillhörde adeln. Ordet snobb är först belagt i boken The Book of Snobs av William Thackeray från 1848, se SAOB.
Idag betraktas det relativt ofint att vara en snobb. När man kallar någon snobb kan det vara av samma skäl som de engelska privatskolorna gjorde det tydligt att man inte är lika fin. Att man vill sträva efter att vara finare än vad man faktiskt är, som i västerländsk kultur ofta anses vara vulgärt och opassande. När man är snobb så klär man också sig med mycket dyra kläder.